# Apiopetalum
Apiopetalum Baill., 1878 è un genere di piante della famiglia Apiaceae.

## Descrizione
Le piante di Apiopetalum sono piccoli alberi, che possono raggiungere i 6 m di altezza.
Le foglie sono semplici.

## Distribuzione e habitat
Il genere è endemico della Nuova Caledonia.

## Tassonomia
Il genere comprende 2 specie:
- Apiopetalum glabratum Baill.
- Apiopetalum velutinum Baill.